# Вінцас Миколайтіс-Путінас
Ві́нцас Микола́йтіс-Пу́тінас (лит. Vincas Mykolaitis-Putinas; 20 травня (1 червня) 1893, село Пілотішкяй, Сувальська губернія — 7 червня 1967, село Качяргіне, Литва) — литовський письменник, поет, драматург, літературознавець; академік АН Литви (1941).
Справжнє прізвище Миколайтіс; Путінас — літературний псевдонім (литовською — «калина»).

## Біографія
Навчався в гімназії в Маріямполі, потім в католицькій духовній семінарії в Сейнах. Почав публікувати перші вірші під псевдонімом Путінас. В 1915—1917 роках навчався в католицкій Петроградській духовній академії. Видав першу збірку віршів. В 1922 році у Фрібурському університеті (Швейцарія) вивчав філософію, мистецтво, історію і літературу. На отримання вченого ступеню доктора філософії представив дисертацію про естетичні погляди Володимира Соловйова (видана французькою мовою в 1923 році). Відвідував лекції в Мюнхенському університеті. В Мюнхені познайомився і зблизився з Балісом Сруоґою.
Викладав літературу в Литовському університеті в Каунасі (з 1923 року; з 1930 року Університет Вітаутаса Великого). З 1928 року професор. Одночасно редагував журнал «Жидініс» («Вогнище»; 1923—1932), пізніше журнал «Деновідіс» («Полудень», з 1938 року).
Після виходу романа «В тіні вівтарів» (1933) в 1935 році порвав з духовенством (і одружився), за що був відлучений від церкви. В 1934 році вибраний головою Товариства литовських письменників.
Під час Другої Світової війни залишався в окупованій Литві.
В 1940—1954 роках професор Вільнюського університету.
Похований у Вільнюсі на цвинтарі Расу.

## Творчість
Друкувався з 1911 року. Першу збірку віршів «Червоні квіти. Князь Жвайніс» опублікував у 1917 році в Петрограді. В 1927 вийшла збірка віршів «Між двома зірками», в 1936 — збірка «Шляхи і перехрестя». В 1933 опублікував роман «В тіні вівтарів», в якому частково відображається біографія автора. Роман викликав широкий резонанс і був сприйнятий церковними колами як замах на основи церкви і релігії. Роман перекладений на латиську, польську, чеську, естонську, російську та інші мови.
В 1937 видав роман «Криза».
Після Другої Світової війни видав збірки віршів «Вітаю землю» (1950), «Поезія» (1956), «Дар буття» (1963), «Вікно» (1963).
В романі «Повстанці» (ч. 1, 1957; Державна премія Литви, 1958; ч. 2, 1967) зображене повстання 1863 року. Автор драми «Володар» (1929), драматичних поем «Кільце і жінка» і «Дівчина із роду Скальвяй», п'єси «Доктор Гярвідас».
Автор праць з історії литовської літератури «Нова литовська література» (т. 1, 1936), «Перша литовська книга» (1948).
Переклав литовською мовою твори О. Пушкіна, М. Лермонтова, А. Міцкевича та ін.

### Вибрані твори
- Миколайтіс-Путінас В. [Стихи] // Пісня революції: Вірші: Пер. з литов. — Вільнюс: Vaga, 1987.
- Миколайтіс-Путінас В. В тіні вівтарів: Роман / Пер. з литов. С. Аксьонової, З. Федорової. — Вільнюс: Vaga, 1979. — 589 с. — 45 000.
- Миколайтис-Путинас В. В тіні вівтарів: Роман. — М.: Худож. літ., 1986. — 443 с. — 100 000.